# Дідовець Андрій Сергійович
Андрі́й Сергі́йович Дідовець (1996—2024) — солдат Збройних сил України, учасник російсько-української війни.

## Життєпис
Народився 12 травня 1996 року в селі Масалаївка Чернігівської області. Пізніше родина переїхала в Синютин. 
Закінчив Пекарівську школу, вступив до Чернігівського коледжу транспорту і комп'ютерних технологій.
Мобілізований 18 серпня 2023 року. Проходив службу на посаді старшого стрільця-оператора піхотної роти.
Загинув 5 лютого 2024 року на Донеччині.

## Нагороди
- Орден «За мужність» III ступеня (9 вересня 2024, посмертно) — за особисту мужність, виявлену у захисті державного суверенітету та територіальної цілісності України, самовіддане виконання військового обов'язку[2].